# Станка Тодоровић
Станка Тодоровић (Аранђеловац, 21. новембар 1946 — Београд, 20. март 2018) је била српска сликарка.

## Биографија
Рођена је 21. новембра 1946. у Аранђеловцу. Завршила је Средњу школе за примењену уметност и постдипломске студије на Факултету ликовних уметности Универзитета уметности у Београду 1974. године. Имала је више од тридесет самосталних и око четрдесет међународних изложби. Самостално је излагала у Београду 1974, учествовала је на групној изложби „Графика београдског круга” 1972, 1973, 1974. и 1975, изложби новопримљених чланова Удружења ликовних уметника Србије 1973, изложби Уметничке колоније у Ивањици 1973, изложби „Млади београдски графичари” у Копенхагену 1974, изложбама у Октобарском салону 1974. и 1975. и изложби „Група А” у Београду. Добитница је многобројних награда за сликарство, цртеж, скулптуре и аквареле. Њена дела су део збирки значајних музеја Србије и држава бивше Југославије. Преминула је 20. марта 2018. у Београду, а сахрањена је у породичној гробници у Горњој Трешњевици.